# Scott Fujita
Scott Anthony Fujita (Camarillo, 28 aprile 1979) è un ex giocatore di football americano, di nazionalità statunitense, che ha giocato nel ruolo di linebacker nella National Football League (NFL). Fu scelto nel corso del quinto giro (143º assoluto) del Draft NFL 2002 dai Kansas City Chiefs. Al college ha giocato a football coi California Golden Bears.

## Carriera professionistica

### Kansas City Chiefs
Fujita fu scelto nel corso del quinto giro del Draft 2002 dai Kansas City Chiefs. Con essi disputò tre stagioni giocando tutte le partite, 41 delle quali come titolare, e facendo registrare un record in carriera di 111 tackle nella sua seconda stagione da professionista.

### Dallas Cowboys
Fujita fu scambiato coi Cowboys prima dell'inizio della stagione 2005. Rimase in Texas una sola stagione, disputando 16 gare (8 come titolare) con 53 tackle, 2 sack e 2 fumble forzati.

### New Orleans Saints
Il 13 marzo 2006, Fujita firmò con i Saints, riunendosi col suo ex coordinatore offensivo, ora capo-allenatore, ai Cowboys Sean Payton. Egli fu il primo giocatore a firmare con la squadra a seguito del loro ritorno dopo un anno trascorso lontano da New Orleans a causa della devastazione operata dall'uragano Katrina.
Fujita fu nominato capitano della formazione difensive dei Saints prima della stagione 2007. Nella prima settimana della stagione, Scott mise a segno l'intercetto della vittoria nella gara contro i Tampa Bay Buccaneers.
Nell'annata 2009, Fujita mise a segno 58 tackle in 11 partite, 10 disputate come titolare. I Saints iniziarono la stagione vincendo le prime 13 partite consecutive, prima di perdere le ultime tre. La possibilità di saltare il turno delle wild card si rivelò di gran beneficio per la squadra, che poté ritemprarsi dopo il difficile finale di stagione regolare. Nel division round dei playoff, i Saints superarono i Cardinals 41-14 e nella finale della NFC i Minnesota Vikings per 31-28 nei tempi supplementari.  Il 7 febbraio 2010, i Saints sconfissero i favoriti Indianapolis Colts nel Super Bowl XLIV disputato a Miami e Scott si laureò per la prima volta campione NFL. Nella partita, Fujita mise a segno 4 tackle.

### Cleveland Browns
Fujita divenne un free agent dopo la stagione 2009 e il 7 marzo 2010 firmò un contratto triennale del valore di 14 milioni di dollari, 8 milioni dei quali garantiti, coi Cleveland Browns. A settembre, fu eletto capitano difensivo della squadra per la stagione 2010. In nove gare, Fujita si classificò al secondo posto nella squadra per sack e tackle, prima di infortunarsi nella gara del 14 novembre contro i New York Jets, terminando così la sua prima stagione in Ohio. Nella stagione 2011, il giocatore disputò 10 partite, tutte come titolare, con 50 tackle e 3 passaggi deviati.
Nella primavera del 2012, Fujita fu sospeso dalla NFL per le prime tre gare della successiva stagione a causa del suo coinvolgimento nello scandalo delle taglie dei New Orleans Saints. Il 7 settembre 2012, la commissione a cui si era rivolta in appello l'Associazione Giocatori sospese unanimemente le pene di Fujita e degli altri tre atleti coinvolti, permettendo loro di essere schierabili nell'imminente prima giornata della stagione 2012.

### Ritiro
Nell'aprile 2013, Fujita annunciò la firma di un contratto di un giorno con i New Orleans Saints ed annunciò il proprio ritiro.

## Palmarès
- Super Bowl : 1 Vincitore del Super Bowl XLIV
- Difensore della NFC della settimana (settimana 3, stagione 2006)
- PFWA All-Rookie Team - 2002

## Statistiche
| Partite totali   | 139 |
| Tackle totali    | 753 |
| Intercetti fatti | 7   |
| Fumble forzati   | 11  |